# 圭亞那棘蓋鯰
圭亞那棘蓋鯰，為輻鰭魚綱鯰形目毛鼻鯰科棘蓋鯰屬的其中一種。該物種分布於南美洲蓋亞那淡水流域，體長可達3.5公分。

## 扩展阅读
維基物種上的相關：圭亞那棘蓋鯰